# Bulb (senador)
Bulb (llatí: Bulbus) va ser un senador romà del segle i aC.
Va ser un dels jutges al judici d'Estaci Albi Opiànic. Un altre jutge, Gai Estaiè, va rebre una gran quantitat de diners per assegurar que Opiànic seria declarat innocent, i Bulb va compatir aquesta quantitat, però després el va condemnar, segons explica Ciceró. Més tard va ser condemnat al seu torn pel càrrec de traïció (majestas) per intentar corrompre una legió a Il·líria.